# Rogério Favreto
Rogério Favreto (Tapejara, 2 de março de 1966) é um magistrado brasileiro, desembargador federal do Tribunal Regional Federal da 4ª Região desde 2011.
Anteriormente, atuou como advogado e foi procurador do Município de Porto Alegre de 1990 a 2011, bem como exerceu cargos na administração pública federal entre 2005 e 2010.

## Carreira
Rogério Favreto é formado em direito pela Universidade de Passo Fundo e mestre em direito do Estado pela Pontifícia Universidade Católica do Rio Grande do Sul (PUC-RS).
Exerceu a advocacia privada e foi procurador do Município de Porto Alegre de 1990 a 2011, tendo ocupado o cargo de procurador-geral do Município no período de 1997 a 2004. 
Foi filiado ao Partido dos Trabalhadores (PT) de 1991 a 2010 e atuou no Governo Federal, exercendo os cargos de assessor especial da Subchefia Jurídica da Casa Civil da Presidência da República (2005), chefe da Consultoria Jurídica do Ministério do Desenvolvimento Social e Combate à Fome (2006), chefe da Assessoria Especial da Secretaria de Relações Institucionais da Presidência da República (2006-2007) e secretário nacional de Reforma do Judiciário, no Ministério da Justiça (2007-2010).
Em 2011, tornou-se desembargador federal do Tribunal Regional Federal da 4ª Região pelo quinto constitucional, em vaga destinada a advogado, nomeado pela presidente Dilma Rousseff após indicação em lista sêxtupla pela Ordem dos Advogados do Brasil e em lista tríplice pelos membros do tribunal. Atua na 3ª Turma da Corte, especializada em direito administrativo, civil e comercial.
Em 22 de dezembro de 2016, Rogério Favreto defendeu sua dissertação de mestrado em direito denominada "Direito de participação na gestão do estado: uma garantia constitucional" no Programa de Pós-Graduação em Direito da PUC-RS. Essa pesquisa de mestrado foi desenvolvida sob orientação do filósofo e professor doutor brasileiro Thadeu Weber, docente daquela universidade especializado em filosofia do direito e na obra de Hegel.

## Nomeação como desembargador
Sua nomeação como desembargador foi cercada de polêmicas. Indicado pelo quinto constitucional da OAB, teve seu nome impugnado na lista sêxtupla que a entidade apresentou ao tribunal. Uma ação obrigou a seccional gaúcha da entidade a fornecer cópias de documentos de todos os seus candidatos. A impugnação dizia que Favreto não teria exercido a advocacia ininterruptamente durante dez anos, um dos requisitos para a seleção. Rumores apontavam Favreto como apadrinhado do ex-ministro da Justiça Tarso Genro (PT-RS), governador eleito do Rio Grande do Sul e nome forte do então presidente Lula. A OAB-RS rejeitou as impugnações e chancelou as indicações.

## Liminar para soltura de Lula
Rogério Favreto ficou conhecido nacionalmente quando participou da controvérsia entre desembargadores do TRF-4, no dia 8 de julho de 2018, sobre a soltura ou a manutenção da prisão de Luiz Inácio Lula da Silva, que teve a seguinte cronologia, com todos os fatos ocorrendo no mesmo dia:
- Por volta das nove horas da manhã, o desembargador federal Rogério Favreto, na condição de plantonista do Tribunal Regional Federal da 4ª Região (TRF-4), julgou um pedido de liminar em habeas corpus concedendo a soltura de Lula.[8]
- Mais tarde, por volta do meio-dia, o juiz Sergio Moro, intimado como autoridade coatora, negou a coação e respondeu que apenas havia cumprido determinação anterior do da 8a turma do TRF-4, afirmou que não tinha poder para determinar a prisão ou a soltura de Lula. Entendendo que o desembargador plantonista não teria competência para conceder a liberdade de condenado julgado por órgão colegiado, Moro requereu orientações ao desembargador Gebran Neto.[9]
- Quarenta minutos mais tarde, Favreto emitiu um novo despacho, reiterando a sua decisão de soltura.[10]
- Por volta das treze horas, o Ministério Público Federal pede a reconsideração da liminar deferida as nove horas por Favreto.
- Por volta das catorze horas e vinte minutos, o desembargador federal João Pedro Gebran Neto, que era relator prevento nos processos da Lava Jato em segunda instância, avocou a competência do habeas corpus determinando que não fosse cumprida a decisão de Favreto.[11][12]
- As quinze horas e vinte e três minutos, foi registrado pelos serventuários a exigência de Favreto para que o processo retornasse ao plantão.[13]
- Por volta das dezesseis horas, não obstante a avocação, o desembargador Favreto voltou a determinar a soltura do ex-presidente Lula, com o argumento de que deliberou sobre fatos novos, concedendo o prazo de uma hora para seu cumprimento.[14][15]
- Por volta das dezoito horas, o Ministério Público Federal volta a se manifestar, apresentando requerimento de que o presidente do Tribunal solucionasse a divergência.
- Passados pouco mais de trinta minutos das dezenove horas, o presidente do TRF-4, desembargador federal Carlos Eduardo Thompson Flores Lenz, determinou que Lula permanecesse preso e que o processo retornasse ao relator dos casos da Lava Jato na Corte, o desembargador federal Gebran Neto.

Trecho do despacho de Thompson Flores que solucionou a questão no TRF-4:
"Nessa equação, considerando que a matéria ventilada no habeas corpus não desafia análise em regime de plantão judiciário e presente o direito do Des. Federal Relator em valer-se do instituto da avocação para preservar competência que lhe é própria (Regimento Interno/TRF4R, art. 202), determino o retorno dos autos ao Gabinete do Des. Federal João Pedro Gebran Neto, bem como a manutenção da decisão por ele proferida no evento 17"

### Repercussões do caso
Após notícia da liminar para soltura de Lula no plantão do dia 08 de julho, fotos do desembargador com o ex-presidente circularam na internet, algumas falsas.
O fato de Favreto ter sido filiado por dezenove anos ao Partido do Trabalhadores, entre 1991 e 2010, ter sido Procurador Geral do Município de Porto Alegre indicado por Tarso Genro e ter integrado quatro ministérios distintos ao longo dos governos de Lula e Dilma Rousseff foram apontados pela imprensa como indícios de suspeição para julgar o pedido de habeas corpus de Lula,   cuja concessão durante o plantão foi considerada por alguns veículos como uma decisão com motivações políticas.
Também foi apontado que Favreto sempre foi crítico da Operação Lava Jato, do juiz Sergio Moro e das decisões do Supremo Tribunal Federal relacionadas à operação.
A presidente do Superior Tribunal de Justiça, ministra Laurita Vaz, ao negar habeas corpus impetrado pela defesa de Lula, afirmou que a decisão de Favreto causou “tumulto processual sem precedentes na história do direito brasileiro”.
Em 10 de dezembro de 2018, o corregedor nacional de Justiça, ministro Humberto Martins, arquivou as representações abertas no Conselho Nacional de Justiça contra Favreto, o também desembargador João Pedro Gebran Neto e o juiz Sergio Moro, entendendo que nenhum dos magistrados envolvidos no caso das decisões conflitantes sobre a soltura de Lula praticou desvio de conduta, uma vez que todos proferiram decisões dentro das prerrogativas da magistratura.
Após a polêmica, Favreto foi alvo de ofensas em redes sociais, algumas das quais resultaram em processos judiciais ajuizados por ele. O desembargador venceu ações indenizatórias contra um general e contra o deputado federal Alexandre Frota, tendo o judiciário gaúcho entendido que, nesses casos, as manifestações dos réus excederam a liberdade de crítica e configuraram conteúdo difamatório e ameaças pessoais, condenando-os ao pagamento de indenização por danos morais.

## Obras
- FAVRETO, R.; NERY, C. C.; GUEDES, J. C. Juizados Especiais da Fazenda Pública. 1ª. ed. Belo Horizonte: Editora Forum, 2011, v. 01, 393 p. (capítulo de livro);[31]
- FAVRETO, R.; GOMES JUNIOR, L. M. Anotações sobre o projeto da nova lei da ação civil pública. In: Panorama Atual das Tutelas Individual e Coletiva: Estudos em homenagem ao professor Sergio Shimura. 11. ed. São Paulo SP: Saraiva, 2010, v. 01, 767 p. (capítulo de livro);[32]
- FAVRETO, R. Núcleo de regularização de loteamento: a experiência de Porto Alegre-RS. In: A lei e a ilegalidade na produção do espaço urbano. Edésio Fernandes, Betânia Alfonsín, coords. 1. ed. Belo Horizonte: Del Rey, 2003.(capítulo de livro);[33]
- FAVRETO, R. Novos Rumos da Autonomia Municipal. Evandro de C. Bastos, Odilon Borges Jr., coords. São Paulo: Max Limonad, 2000. (capítulo de livro)[34]